# Обикновен пелин
Обикновеният пелин (Artemisia absinthium), познат още като бял пелин, е тревисто многогодишно растение от рода Пелин. Разпространено из храсталаци, по тревисти и каменливи места.

## Други
Използва се надземната част (запарка) и листата (запарка). Отличава се от дивия пелин (Artemisia vulgaris), чиито листа са двуцветни – отгоре зелени, отдолу сивобели. Използван е за направа на алкохолната напитка абсент.

## Употреба и ползи
Използва се като лечебно растение още от древността. Приписват му многобройни ефекти, включително подсилване на апетита, храносмилането и менструацията. Освен това помага при главоболие, жълтеница и възпаления. В древна Гърция растението е било посветено на девствената богиня на лова Артемида. В Египет също е бил използван като любовна магия от богинята на плодородието Бастет. През Средновековието, употребата е описана като лечебно растение, между другото, от Хилдегард фон Бинген в детайли, което подчертава преди всичко външните приложения. В допълнение, пелина е бил увисван срещу молци в гардеробите. Смята се също, че е ефективна защита срещу магьосничество и демонични влияния и е бил използван в различни ритуали, както и в билкови шапки срещу безсъние.
Подозират се стимулиращи апетита действия, използва се при оплаквания на храносмилателния тракт, като гастрит или метеоризъм, чернодробна дисфункция и конвулсивни нарушения на чревния и жлъчния тракт. Храносмилащият ефект се дължи на съдържащите се горчиви вещества. В хомеопатията пелина се използва и срещу състояния ха превъзбуда и спазми. Използват се фрагменти от разклоняващи върхове на цъфтящи растения (Absinthii herba или Herba Absinthii). Те се обработват в различни търговски налични фитофармацевтични продукти като водни или водно-алкохолни екстракти или могат да се приготвят като чай.
Страничните ефекти могат да се появят при прекомерно предозиране или при употребата на алкохолни екстракти и се дължат на токсичните ефекти на туйона. Те могат да включват сънливост, повръщане, коремна болка и, при тежки случаи, увреждане на бъбреците и разстройства на централната нервна система. Водните екстракти съдържат относително малки количества туйон, за разлика от алкохолните. Чистото етерично масло не се използва медицински поради съдържанието на туйон до 40%.
Освен че се използва като лекарствено средство, пелина може да се използва и като храносмилателна подправка за мазни храни.
Ту Йоуйоу е носител на Нобелова награда за физиология или медицина за откриването на артемизинина, вещество в пелина с което се лекува малария.